# Ed Davey
Sir Edward Jonathan Davey (Mansfield, 25 dicembre 1965) è un politico britannico dei Liberal Democratici. È stato membro della Camera dei comuni per i collegi di Kingston and Surbiton dal 1997 ed è stato ministro nel governo di coalizione conservatore-liberaldemocratico dal 2012 al 2015. Nell'agosto 2020 è stato eletto leader del partito dei Liberal-Democratici, che ha portato a raggiungere il maggior numero di seggi nella storia del partito alle  elezioni del 2024.

## Biografia
Ed Davey ha studiato filosofia, politica, filosofia ed economia al Jesus College (Università di Oxford), poi economia all'Università di Londra. Durante i suoi studi era già attivo come ricercatore per i Liberal Democratici e coinvolto nello sviluppo di posizioni di partito sulla politica economica. Dopo la laurea nel 1993, ha lavorato per una società di consulenza aziendale.
Nel 1997 è stato eletto membro della Camera dei comuni per il collegio elettorale di Kingston e Surbiton. Nel governo di coalizione conservatore-liberaldemocratico di David Cameron e Nick Clegg, è stato Segretario di Stato presso il Dipartimento per il commercio e l'innovazione dal 2010 al 2012 e Dipartimento dell'energia e del cambiamento climatico dal 2012 al 2015.
Nelle elezioni della Camera dei comuni del 2015, Davey è stato sconfitto da un rivale conservatore. È riuscito a rivendicare il suo seggio alle elezioni del 2017. Nel 2019, Davey è stato uno dei candidati alla leadership dei Liberal-Democratici. Ha perso contro Jo Swinson ed è stato nominato vice leader. Quando Swinson ha perso il suo seggio nelle elezioni generali del 2019, Davey è diventato il leader del partito ad interim. Ha condiviso la leadership ad interim con Sal Brinton, leader dei Liberal Democratici alla Camera dei lord. Il 27 agosto 2020, Davey è stato eletto leader del partito.
Davey è membro del Consiglio privato dal 2010. Nel 2016 è stato nominato cavaliere dalla regina Elisabetta II.